# Famille von Wrangel
La famille Wrangel ou Wrangell (von Wrangel(l) en Allemagne et de Wrangel en France et Belgique) est une famille de la noblesse initialement teutonique de la Baltique qui a essaimé en Allemagne, dans l'Empire russe et en Suède.

## Historique
La famille germanophone von Wrangel est mentionnée pour la première fois dans des documents écrits au XIIIe siècle dans la région du Wierland qui appartenait alors au Danemark et qui se trouve aujourd'hui au nord-est de l'Estonie. Ce sont les viri regis de la forteresse de Revel, pour le compte du roi Valdemar II.
L´origine de la famille est controversée, le nom venant du toponyme du fief originel, "Uvarangala" en latin (Liber Censius Daniae, 1240), Varangu (Laane-Virumaa) en estonien, et remontant à la protohistoire balte ("l´Age du Fer récent" , les Pays baltes n´entrant dans l´histoire qu´en 1200).
- Origine allemande: c´est la thèse développée dès la fin du XIXe siècle, plaçant l´origine de la famille en Basse-Saxe selon la tradition des branches allemandes. Cette thèse a été développée au début du XXe siècle sur la base d´études héraldiques.
- Origine suédoise: Varangu viendrait du norrois "Vøringjar" (Varègue), poste viking sur le "chemin des Varègues aux Grecs". C´est la thèse privilégiée des branches suédoises et de quelques individualités des branches russes.
- Origine estonienne: c´est la plus vraisemblable. Outre le fait que la famille n´eut visiblement pas à souffrir de la "nuit de la Saint-Georges" (Jüriöö ülestõus, jacquerie anti-allemande de 1343-1345, suivie d´un "boom" démographique de la famille alors que beaucoup de noms allemands disparurent à cette époque)et le fait qu´elle porte un toponyme (la seule autre en Livonie-Estonie en portant est la famille Uexküll qui prit le nom de son fief et est attestée précédemment à Brême sous le nom de von Bardewisch) fait penser que les Wrangel(l) sont probablement des chefs locaux christianisés et germanisés très tôt. Cette thèse a d´ailleurs été défendue avec d´autres arguments par Edgar V. Saks, universitaire américain d´origine estonienne .
La famille von Wrangel(l) fait partie de la noblesse livonienne qui structure la société médiévale autour de la colonisation et du défrichement des terres menés par les chevaliers de l'ordre de Livonie. Ses descendants sont en 1277 vassaux de l'évêque de Riga, où l'on trouve un dominus Henricus de Wrangele. La famille se divise ensuite en plusieurs branches. On en dénombre cinq au XIVe siècle, et seize au début du XXe siècle. Un certain nombre de ses membres jouent un rôle important dans les pays qui bordent la mer Baltique, et sont passés à l'histoire. Ils s'illustrent surtout dans la carrière des armes et l'on dénombre sept maréchaux, sept amiraux, plus de trente généraux (dont dix-huit dans l'armée impériale de Russie). Les branches baltes et russes (la région entre dans l'Empire russe au début du XVIIIe siècle, après avoir appartenu à la Suède) sont élevées au titre de baron, ainsi que la branche prussienne. D'autres lignées ont des membres qui deviennent aussi barons en 1653 en Suède (la branche de Ludenhof) , d'autres barons en 1664 en Suède, puis comtes en Suède. La Prusse leur donne le titre de comte en 1864, ainsi que l'Espagne en 1709. Vingt-deux membres de la famille tombent à mort sur le champ de bataille à Poltava en 1709.
Le nom de Wrangel atteint une renommée illustre à partir du XVIIe siècle avec le Feldmarschall Carl Gustav von Wrangel, lorsque la région appartient au royaume de Suède. La reine Christine élève le colonel Hermann von Wrangel, seigneur de Ludenhof et d'Ellistfer, au rang de baron en 1653 et le roi Charles XI Dietrich et Reinhold von Wrangel au rang de baron en 1680. Les Wrangel voient leur rang de noblesse confirmé dans les registres de la noblesse du gouvernement de Livonie, le 20 octobre 1733, et du gouvernement d'Estland, le 20 juin 1746. Ils combattent dans les rangs de l'armée russe pendant les guerres russo-turques du XVIIIe siècle et ne cessent de s'y illustrer ensuite, jusqu'au général Wrangel pendant la guerre civile après la Révolution d'Octobre.
En 1885 un membre de la famille, général Willem von Wrangel auf Lindenberg (1815-1896), a été incorporé dans la noblesse néerlandaise; avec une fille cette branche a été éteinte en 1958.
Il y avait au début du XXe siècle quarante membres de la famille Wrangel vivant dans l'Empire russe, trente-sept dans le royaume de Suède et onze dans le royaume de Prusse.
À l´aube du XXIe siècle, les membres de la famille Wrangel(l) vivent principalement en Allemagne et en Suède, mais aussi en Belgique, Estonie, États-Unis, France, Irlande, Pays-Bas et Russie.
On distingue en Suède différentes branches des Wrangel, d'après le nom de leurs domaines situés en Livonie suédoise : les branches d'Adinal (aujourd'hui en Estonie), d'Ellistfer (aujourd'hui en Estonie), de Fall (aujourd'hui en Estonie), de Lindeberg, de Ludenhof (aujourd'hui en Lettonie), de Maidel (aujourd'hui en Estonie), de Sage och Waschel (aujourd'hui en Estonie), de Salmis (aujourd'hui en Carélie), et de Sauss (ou de Saussis, aujourd'hui en Estonie). De plus les Wrangel von Brehmer sont une branche installée au XVIIIe siècle en Suède dont les domaines étaient en Scanie.

## Personnalités
- Alexander von Wrangell (1896-1987), baron balte
- Alexandre von Wrangel (1804-1880), baron balte, général d'infanterie de l'armée impériale russe
- Berend Johann von Wrangel, président de l'assemblée de la noblesse d'Estland de 1711 à 1713
- Berend Rheinhold von Wrangel, président de l'assemblée de la noblesse d'Estland de 1706 à 1709
- Carl Gustav von Wrangel (1613-1676), Feldmarschall de l'armée suédoise, amiral
- Carl Gustav Otto Christian Wrangel von Sausis (1839-1908), écrivain, spécialiste d'hippologie
- Fabian von Wrangel, président de l'assemblée de la noblesse d'Estland de 1663 à 1667
- Comte Fabian von Wrangel (1651-1737), Feldmarschall de l'armée suédoise, au service du Saint-Empire, gouverneur de Bruxelles
- Ferdinand von Wrangel (1794-1870), baron balte, amiral de la flotte russe, explorateur en Sibérie et dans l'Arctique
- Friedrich von Wrangel (1784-1877), surnommé papa Wrangel, gouverneur de Berlin.
- Fredrik Ulrik Wrangel (1853-1929) , historien suédois
- Georg von Wrangel (1827-1875), membre du sénat impérial de Russie
- Georg Eduard von Wrangel (1866-1927), historien, juriste, généalogiste
- Georg Gustav Ludwig von Wrangel (1784-1841)
- Hans Georg Hermann von Wrangel (1803-1868), baron balte
- Helm von Wrangel (1599-1647), général de l'armée suédoise
- Hermann von Wrangel (1585-1643), Feldmarschall de l'armée suédoise, gouverneur de Livonie, père de Carl Gustav
- Baron Karl von Wrangel (1812-1899), général prussien
- Karl Gustav von Wrangel (1742-1824), général d'infanterie de l'armée impériale russe
- Karl Karlovitch von Wrangel (1800-1872), baron balte, général d'infanterie de l'armée impériale russe
- Karl Michael von Wrangel (1794-1874), baron balte, général de cavalerie de l'armée impériale russe
- Margarete von Wrangel, princesse Andronikov (1877-1932), scientifique
- Margarita von Wrangel, comtesse von Salmis (1622-1673), née von Haugwitz, épouse de l'amiral Carl Gustav von Wrangel
- Marie-Christine Wrangel (1637-1691), épouse du comte Kurt Christoph von Königsmark
- Moritz von Wrangel (ou Mauritius), évêque de Revel au milieu du XVIe siècle
- Baron Olaf von Wrangel (1928-2009), journaliste allemand, membre de la CDU
- Otto Fabian von Wrangel, président de l'assemblée de la noblesse d'Estland de 1697 à 1701
- Piotr Nikolaïevitch Wrangel, né Peter von Wrangel, (1878-1928), commandant de l'armée impériale russe, baron balte, général des armées blanches
- Reinhold Otto Fabian von Wrangel (1797-1884), baron balte, général d'artillerie de l'armée impériale russe
- Wilhelm von Wrangel, président de l'assemblée de la noblesse du gouvernement d'Estland de 1881 à 1884
- Wilhelm von Wrangell (1894-1976), conseiller d'État estonien, président de l'association culturelle allemande d'Estonie
- Wilhelm Bernhard Friedrich von Wrangel (1797-1872), baron balte, amiral de la flotte impériale russe
- Willem von Wrangel auf Lindenberg (1815-1896), général d'infanterie de l'armée néerlandaise
- Wolmar Wrangel de Lindeberg (1641-1676), seigneur suédois, frère de Carl Gustav von Wrangel

## Possessions

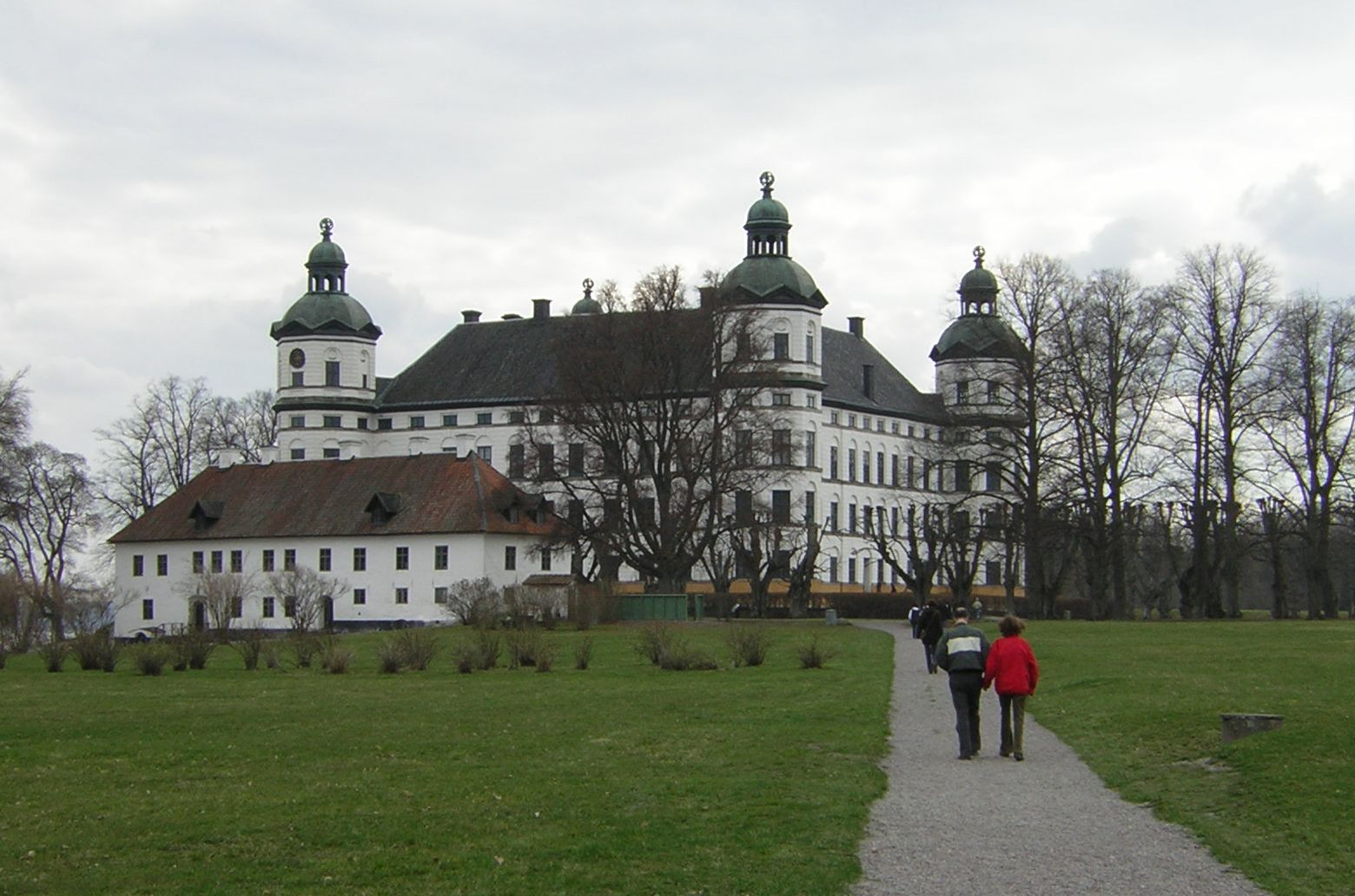
Château de Skokloster.

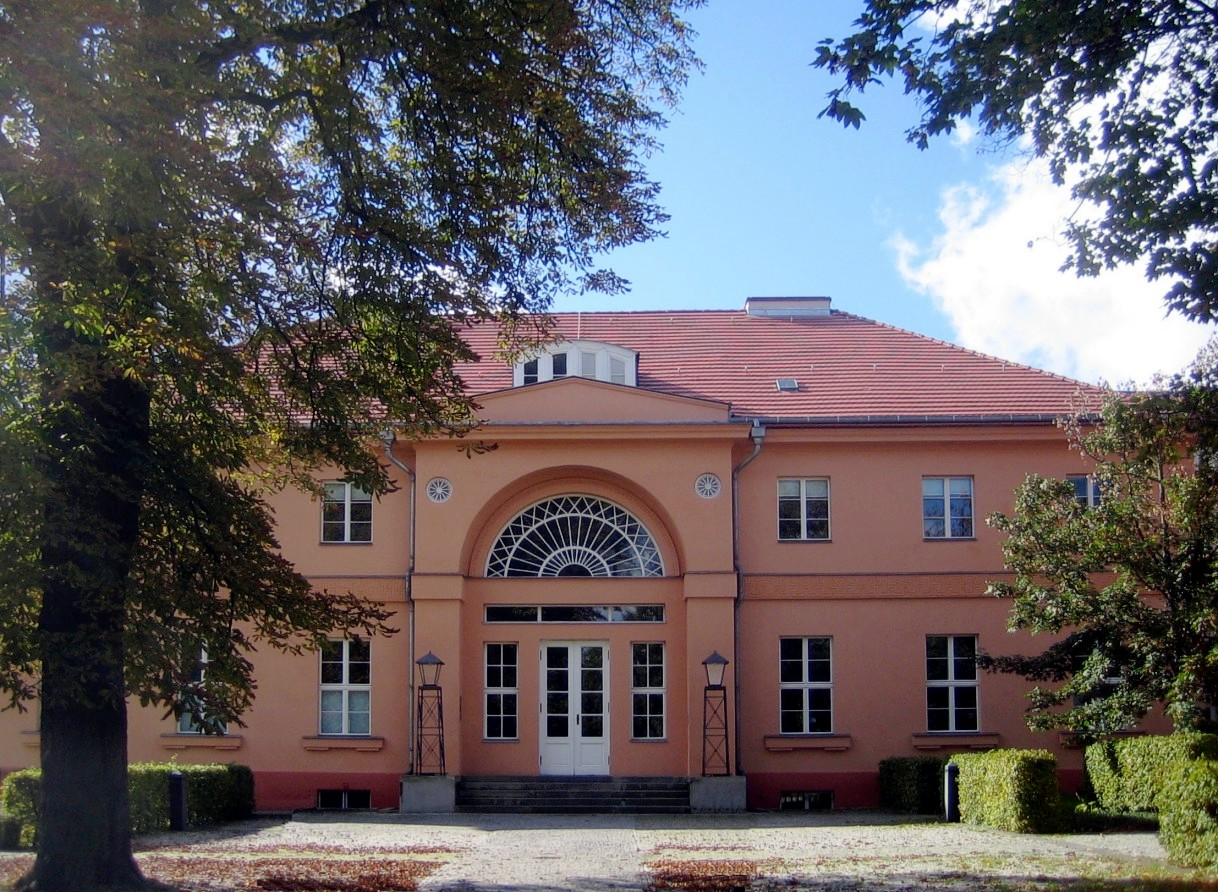
Petit château Wrangel à Berlin.

- Manoir d'Ellistfer (aujourd'hui Ellistvere en Estonie), construit en 1785
- Château de Gripenberg en Suède
- Manoir d'Itfer (aujourd'hui Hidavere en Estonie)
- Domaine de Jotma (aujourd'hui Jootme)
- Manoir de Lude (Ludenhof, aujourd'hui Lugaži en Lettonie)
- Domaine de Raik
- Château de Ruil (aujourd'hui Roela en Estonie)
- Domaine de Saage (aujourd'hui Kuusiku en Estonie)
- Château de Skokloster en Suède
- Château de Spyker en Poméranie occidentale
- Manoir de Tolks (aujourd'hui Kohala en Estonie)
- Manoir de Wattel (aujourd'hui dans la commune d'Hanila en Estonie)
- Château de Wrangelsburg en Poméranie occidentale
- Château de Wrangelstein (Maidel en suédois, Maidla en estonien, aujourd'hui en Estonie dans la commune de Lüganuse)